# Loteo Costa de Río
Loteo Costa de Río es una localidad argentina ubicada en el Departamento Adolfo Alsina de la provincia de Río Negro. Se encuentra entre la Ruta Provincial 1 y el río Negro, 10 km al Sudeste de Viedma. Comprende un loteo de casas de fin de semana que se desarrolla linealmente sobre la Ruta 1, aprovechando su ubicación frente al río Negro.

## Población
Contó con 665 habitantes (Indec, 2010), lo que representó un marcado incremento frente a los 20 habitantes (Indec, 2001) del censo anterior.
El censo 2022 registró una población de 168 habitantes que se repartieron entre 84 hombres y 84 mujeres. Sin embargo, las cifras obtenidas fueron estimativas solo teniendo en cuenta a la población en viviendas particulares; es decir, excluyendo del dato a la población institucional y las personas sin hogar. Gracias a este censo también fue posible conocer su densidad y tamaño urbano.
| Gráfica de evolución demográfica de Loteo Costa de Río entre 2001 y 2022 |
|                                                                          |
| Fuente: Censos nacionales del INDEC                                      |